# Darovskoj
Darovskoj è una cittadina della Russia europea centro-settentrionale, situata nella oblast' di Kirov; appartiene amministrativamente al rajon Darovskoj, del quale è il capoluogo.
Sorge nella parte occidentale della oblast', alla confluenza dei fiumi Darovka e Kobra (affluenti della Vjatka).